# Leo-Tolstoi-Straße 8
Die Villa in der Leo-Tolstoi-Straße 8 ist ein Bauwerk in Darmstadt-Eberstadt. Das klassizistische Gebäude ist aus architektonischen, baukünstlerischen  und stadtgeschichtlichen Gründen ein Kulturdenkmal.

## Geschichte und Beschreibung
Die Villa wurde im Jahre 1913 erbaut. Bauherr war der großherzogliche Oberrechnungsrevisor Emil Schlitt. Stilistisch gehört das Gebäude zum Neoklassizismus.
Typisch für den klassizistischen Baustil sind die würfelähnliche Hausform und das flachgeneigte Zeltdach mit einer Biberschwanzdeckung. Zu diesem Baustil gehört auch die nach Süden vorgelagerte, axialsymmetrisch angelegte Veranda mit einer verglasten Loggia im Obergeschoss. Der zweigeschossige Wintergarten auf der Nordseite ist ebenfalls symmetrisch angeordnet. Klassizistisch wirken auch die durchlaufenden Gesimse, die Erdgeschoss und Obergeschoss voneinander absetzen.
Bemerkenswert sind auch zwei Reliefs im Obergeschoss auf der Südseite, die Brüstungsverkleidung der Südloggia, die kassettierte Unterseite der Loggia, der umlaufende Fries unterhalb des Dachabschlusses und die Form und Gestalt des Schornsteins.
Gut erhalten ist der historische, schmiedeeiserne Zaun. Die Initialen „ES“ (= Emil Schlitt) auf dem Gartentor dokumentieren den Bauherrn.